# كريس أندرسن
كريس أندرسن (بالإنجليزية: Chris Andersen)‏ مواليد 7 يوليو 1978، هو لاعب كرة سلة أمريكي يلعب مع فريق ميامي هيت في الرابطة الوطنية لكرة السلة ويحمل الرقم 11. يبلغ طوله 6 قدم 10 بوصة (2.1 م).

## فرق لعب لها
- دنفر ناغتس
- نيو أورلينز بيليكانز

## روابط خارجية
- كريس أندرسن على موقع إن بي أي (الإنجليزية)
- كريس أندرسن على موقع سبورتس رفرنس (الإنجليزية)
- كريس أندرسن على موقع كرة السلة الأوروبية.كوم (الإنجليزية)
- كريس أندرسن على موقع إي إس بي إن.كوم (الإنجليزية)
- كريس أندرسن على موقع ريلجم (الإنجليزية)
- كريس أندرسن على موقع بروبوليرز (الإنجليزية)
- كريس أندرسن على موقع سبورتس رفرنس (الإنجليزية)